# Kvantna statistika
Kvantna statistika je del statistične mehanike, ki opisuje mikrofizikalne sisteme in procese, pri katerih pridejo do izraza kvantne značilnosti udeleženih delcev. Temelji na načelu nerazločljivosti, ki pravi, da se kvantnih delcev (v nasprotju z makroskopskimi delci) ne da razločevati med seboj, in upošteva, da imajo vezani kvantni delci diskreten energijski spekter.